# Khối Hiệp ước Baghdad
Tổ chức Hiệp ước Trung tâm (CENTO), ban đầu được gọi là Hiệp ước Baghdad hoặc Tổ chức Hiệp ước Trung Đông (METO), là một liên minh quân sự trong thời kỳ chiến tranh Lạnh. Tổ chức này được thành lập vào năm 1955 gồm các nước thành viên Iran, Iraq, Pakistan, Thổ Nhĩ Kỳ và Anh và giải thể vào năm 1979.
Áp lực của Hoa Kỳ và những lời hứa về những khoản viện trợ kinh tế và quân sự là cốt lõi trong các cuộc đàm phán dẫn đến thành lập khối hiệp ước, nhưng ban đầu Hoa Kỳ không thể tham gia khi hiệp ước được ký kết. John Foster Dulles, người đã tham gia vào các cuộc đàm phán với tư cách là Ngoại trưởng Hoa Kỳ dưới thời Tổng thống Dwight D. Eisenhower, cho rằng đó là do Hoa Kỳ đã thực hiện "vận động hành lang ủng hộ Israel và khó đạt được sự chấp thuận của quốc hội."  Những người khác nói rằng lý do là "hoàn toàn là do kỹ thuật của các thủ tục ngân sách." 
Năm 1958, Hoa Kỳ tham gia ủy ban quân sự của liên minh. Tổ chức này được coi là một trong những liên minh kém thành công nhất trong lịch sử Chiến tranh Lạnh.
Trụ sở chính của tổ chức đặt tại Baghdad, Iraq, vào năm 1955 đến 1958 và ở Ankara, Thổ Nhĩ Kỳ, vào năm 1958-1979. Síp cũng là một trong những cứ điểm quan trọng đối với khối CENTO vì vị trí của nó ở Trung Đông và các khu căn cứ của Anh trên đảo.

## Lịch sử

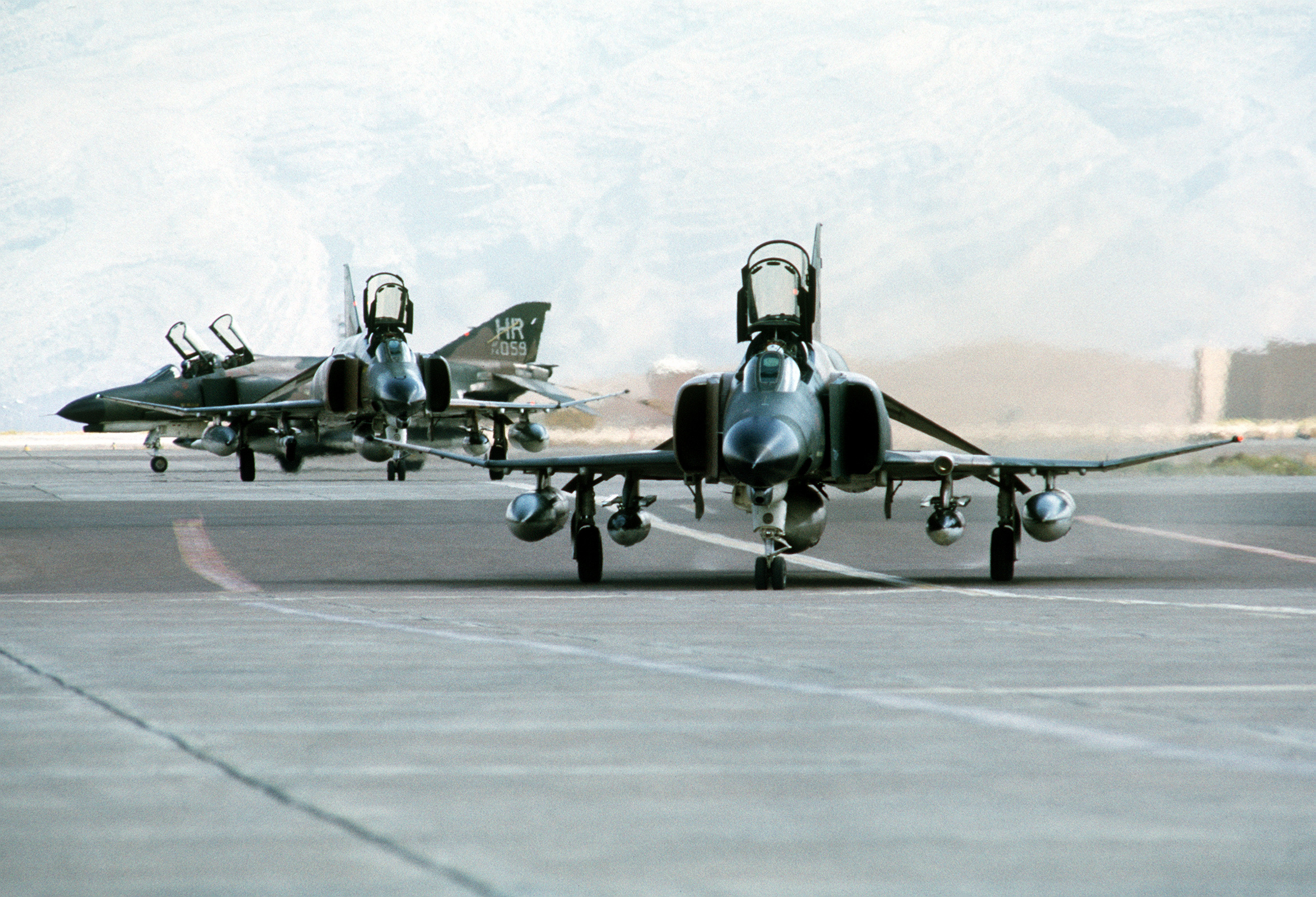
Ba máy bay McDonnell Douglas F-4E Phantom II của Không quân Hoa Kỳ đậu tại Căn cứ Không quân Shiraz, Iran, trong cuộc tập trận của khối Cento, ngày 1 tháng 8 năm 1977

Được tổ chức mô phỏng theo Tổ chức Hiệp ước Bắc Đại Tây Dương (NATO), CENTO là cam kết giữa các quốc gia nhằm hợp tác và bảo vệ lẫn nhau, cũng như không can thiệp vào công việc nội bộ của nhau. Mục tiêu của khối là kiềm chế và bao vây Liên Xô (USSR) bằng cách xây dựng một hàng ngũ các quốc gia có tiềm lực mạnh dọc theo biên giới phía tây nam của Liên Xô. Tương tự, khối này cũng được gọi là 'Bậc phía Bắc' để ngăn chặn sự bành trướng của Liên Xô sang Trung Đông. Không giống như NATO, CENTO không có cơ cấu chỉ huy quân sự thống nhất, cũng không có nhiều căn cứ quân sự của Hoa Kỳ hoặc Anh được thành lập ở các nước thành viên, mặc dù Hoa Kỳ có các cơ sở thông tin liên lạc và tình báo điện tử ở Iran, đồng thời điều hành các chuyến bay tình báo của U-2 vào Liên Xô từ các căn cứ tại Pakistan. Vương quốc Anh có quyền tiếp cận các cơ sở ở Pakistan và Iraq vào nhiều thời điểm khác nhau khi hiệp ước chính thức có hiệu lực.
Vào ngày 14 tháng 7 năm 1958, chế độ quân chủ Iraq bị lật đổ trong một cuộc đảo chính quân sự. Chính phủ mới do tướng Abdul Karim Qasim lãnh đạo đã rút Iraq khỏi Hiệp ước Baghdad, mở quan hệ ngoại giao với Liên Xô và áp dụng lập trường không liên kết. Tổ chức đã bỏ tên 'Hiệp ước Baghdad' và thay thế bằng 'CENTO' vào thời điểm đó.
Trung Đông và Nam Á trở thành những khu vực cực kỳ biến động trong những năm 1960 với xung đột Ả Rập-Israel và chiến tranh Ấn Độ-Pakistan đang diễn ra trong khi CENTO không muốn tham gia sâu vào bất kỳ tranh chấp nào. Vào năm 1965 và 1971, Pakistan đã thất bại khi yêu cầu được hỗ trợ trong cuộc chiến với Ấn Độ thông qua CENTO, nhưng yêu cầu này đã bị khước từ vì tổ chức cho rằng CENTO được lập ra nhằm mục đích kiềm chế Liên Xô, không phải Ấn Độ.
CENTO đã tác động rất hạn chế trong vai trò ngăn chặn sự mở rộng ảnh hưởng của Liên Xô sang các quốc gia không phải là thành viên trong khu vực Trung Cận Đông. Bất cứ nỗ lực ngăn chặn nào mà hiệp ước có lẽ đã thất bại khi Liên Xô lần lượt ít nhiều gây ảnh hưởng lên các quốc gia xung quanh, thiết lập các mối quan hệ quân sự và chính trị chặt chẽ với các chính phủ ở Ai Cập, Syria, Iraq, Cộng hòa Dân chủ Nhân dân Yemen, Somalia và Libya. Đến năm 1970, Liên Xô đã triển khai hơn 20.000 quân đến Ai Cập, và đã thiết lập các căn cứ hải quân ở Syria, Somalia và Yemen.
Cuộc cách mạng Iran đã đánh dấu sự chấm dứt của tổ chức này vào năm 1979, nhưng trên thực tế, nó về cơ bản đã kết thúc từ năm 1974, khi Thổ Nhĩ Kỳ tiến hành xâm lược Síp. Điều này dẫn đến việc Vương quốc Anh phải rút đi các lực lượng đã được dùng để hỗ trợ cho liên minh,    và Quốc hội Hoa Kỳ đã ngừng viện trợ quân sự cho Thổ Nhĩ Kỳ bất chấp hai lần phủ quyết của Tổng thống. Với sự sụp đổ của chế độ quân chủ Iran, mọi hoạt động tổ chức đều là vô nghĩa. Các thỏa thuận quốc phòng trong tương lai của Hoa Kỳ và Anh với các nước trong khu vực - chẳng hạn như Pakistan, Ai Cập và các quốc gia vùng Vịnh Ba Tư - đã được tiến hành song phương.
Với sự rút lui của Iran, tổng thư ký của CENTO, nhà ngoại giao Thổ Nhĩ Kỳ Kamran Gurun, tuyên bố vào ngày 16 tháng 3 năm 1979, rằng ông sẽ triệu tập một cuộc họp của hội đồng hiệp ước để chính thức giải thể tổ chức.

### Vai trò thành viên

#### Thổ Nhĩ Kỳ
Thổ Nhĩ Kỳ đóng vai trò quan trọng và cao cả hơn so với các quốc gia khác như Iraq. Nước này được phương Tây chú ý "đặc biệt" chủ yếu do tầm quan trọng về địa chính trị. Người ta tin rằng nó có thể lôi kéo các quốc gia Ả Rập khác, chẳng hạn như Iraq, đến gần hơn với liên minh Ả Rập chống cộng sản theo dự kiến, vì liên minh trước đây sẽ là nguồn cảm hứng cho các quốc gia “cùng chí hướng” khác. Người ta cũng hy vọng rằng với Hiệp ước Baghdad, mối quan hệ Thổ Nhĩ Kỳ và Iraq sẽ có được khoảng thời gian tốt đẹp. Tuy nhiên, hy vọng này đã không được đền đáp khi Iraq luôn bị đe dọa bởi sự xâm nhập của quân đội Thổ Nhĩ Kỳ và Nuri đang tuyệt vọng để có thể đạt được một thỏa thuận. Cuối cùng, sự lôi kéo Thổ Nhĩ Kỳ từ các quốc gia phương Tây, chẳng hạn như Hoa Kỳ, đã không có kết quả như mong muốn vì các nước Ả Rập, chủ yếu là Ai Cập, đã trở nên thù địch với tổ chức hiệp ước.

## Mốc thời gian
- Tháng 2 năm 1954: Thổ Nhĩ Kỳ ký Hiệp ước Hợp tác lẫn nhau với Pakistan.
- Ngày 19 tháng 5 năm 1954: Hoa Kỳ và Pakistan ký Hiệp định Phòng thủ lẫn nhau.
- Ngày 24 tháng 2 năm 1955: Iraq và Thổ Nhĩ Kỳ ký một hiệp định quân sự tại Baghdad và thuật ngữ "Hiệp ước Baghdad" bắt đầu được sử dụng. Vương quốc Anh (5 tháng 4), Pakistan (23 tháng 9) và Iran (3 tháng 11) tham gia Hiệp ước Baghdad trong cùng năm.
- Tháng 10 năm 1958: Trụ sở Hiệp ước Baghdad chuyển từ Baghdad đến Ankara.
- Ngày 5 tháng 3 năm 1959: Hoa Kỳ ký các hiệp định quân sự với Pakistan, Iran và Thổ Nhĩ Kỳ.
- Ngày 24 tháng 3 năm 1959: Chính thể cộng hòa mới của Iraq rút nước này khỏi liên minh.
- Ngày 19 tháng 8 năm 1959: METO được đổi tên thành CENTO.
- Năm 1965: Pakistan cố gắng nhận được sự giúp đỡ từ các đồng minh trong cuộc chiến chống lại Ấn Độ.  Hội đồng Bảo an Liên hợp quốc đã thông qua Nghị quyết 211 vào ngày 20 tháng 9 và Hoa Kỳ và Anh ủng hộ quyết định của Liên hợp quốc bằng cách cắt nguồn cung cấp vũ khí cho cả hai bên hiếu chiến.
- Năm 1971: Trong một cuộc chiến tranh mới với Ấn Độ, Pakistan lại cố gắng không thành công để nhận được sự trợ giúp của đồng minh. (Hoa Kỳ cung cấp hỗ trợ quân sự hạn chế cho Pakistan, nhưng không theo tiêu chuẩn của CENTO.) Cuối cùng Pakistan đã thua trong cuộc chiến với Ấn Độ. Vì vậy, CENTO lại thất bại trong việc giữ gìn lời hứa của mình.
- 1974: Vương quốc Anh rút lực lượng khỏi liên minh sau cuộc xâm lược Síp của Thổ Nhĩ Kỳ.
- Ngày 11 tháng 3 năm 1979: Chính phủ mới của Cộng hòa Hồi giáo Iran rút đất nước khỏi CENTO.
- Ngày 12 tháng 3 năm 1979: Pakistan rút khỏi CENTO.
- 1979: CENTO chính thức tan rã.

## Tổng thư ký
Một Tổng thư ký được bổ nhiệm bởi hội đồng các bộ trưởng trong ba năm và có thể gia hạn, giám sát các hoạt động của CENTO. Các tổng thư ký của khối bao gồm:
| Tên                  | Quốc gia   | Tại nhiệm                                 |
| -------------------- | ---------- | ----------------------------------------- |
| Awni Khalidy         | Iraq       | 1955 - 31 tháng 12 năm 1958               |
| Osman Ali Baig       | Pakistan   | 1 tháng 1 năm 1959 - 31 tháng 12 năm 1961 |
| Abbas Ali Khalatbari | Iran       | Tháng 1 năm 1962 - tháng 1 năm 1968       |
| Turgut Menemencioğlu | Thổ Nhĩ Kỳ | Tháng 1 năm 1968 - 1 tháng 2 năm 1972     |
| Nasir Assar          | Iran       | 1 tháng 2 năm 1972 - tháng 1 năm 1975     |
| Ümit Haluk Bayülken  | Thổ Nhĩ Kỳ | Tháng 1 năm 1975 - 1 tháng 8 năm 1977     |
| Sidar Hasan Mahmud   | Pakistan   | Tháng 8 năm 1977 - tháng 3 năm 1978       |
| Kamuran Gurun        | Thổ Nhĩ Kỳ | 31 tháng 3 năm 1978-1979                  |

## Đường sắt CENTO
CENTO đã tài trợ cho dự án xây dựng một tuyến đường sắt, một vài phần của dự án đã được hoàn thành, cho phép kết nối đường sắt giữa London và Tehran qua Van. Một đoạn từ Hồ Van ở Thổ Nhĩ Kỳ đến Sharafkhaneh ở Iran đã được hoàn thành và được tài trợ phần lớn bởi CENTO (chủ yếu là nguồn lực từ Vương quốc Anh). Quá  trình xây dựng đặc biệt gặp nhiều khó khăn vì vấn đề địa hình. Một phần của tuyến đường bao gồm một chuyến phà chở phương tiện di chuyển đường sắt qua Hồ Van với bến cuối tại Tatvan ở phía Tây của hồ. Đặc điểm đáng chú ý của tuyến đường sắt phía Iran bao gồm 125 cây cầu, trong số đó có nhịp Towering Quotor, dài 1,485 foot (0,453 m) chiều dài, trải dài qua hẻm núi sâu 396 foot (121 m).

## Các tổ chức nghiên cứu và văn hóa
Giống như các đối tác NATO và SEATO, CENTO đã tài trợ cho một số tổ chức nghiên cứu khoa học và văn hóa:
- Các Hội nghị của CENTO về Giảng dạy Y tế Công cộng và Thực hành Y tế Công cộng [11]
- Chương trình Công trình Văn hóa CENTO
- Viện Khoa học Ứng dụng & Hạt nhân CENTO
- Ban Điều phối Khoa học CENTO
- Hội đồng khoa học CENTO
- CENTO Chuyên đề về Phát triển Nông thôn [12][13]

Các tổ chức đã hỗ trợ một loạt các hoạt động phi quân sự, đặc biệt tập trung vào nông nghiệp và phát triển. Ví dụ, trong năm 1960, CENTO đã tài trợ cho 37 dự án bao gồm nông nghiệp, giáo dục, y tế, phát triển kinh tế và giao thông.  Nó cũng sắp xếp ít nhất một hội nghị chuyên đề về các vấn đề lở mồm long móng và bệnh dịch trâu bò.
Tổ chức Viện Khoa học Hạt nhân CENTO được thành lập bởi các cường quốc phương Tây trong Hiệp ước Baghdad, với tên gọi lúc đó là CENTO. Ban đầu, trụ sở được đặt tại Baghdad, Iraq, nhưng được chuyển đến Tehran, Iran vào năm 1958 sau khi Iraq rút khỏi CENTO. Sinh viên từ Pakistan và Thổ Nhĩ Kỳ cũng như những sinh viên từ Iran đã được đào tạo tại Viện.

### Hội đồng khoa học CENTO
Hội đồng Khoa học CENTO đã tổ chức một số hội nghị chuyên đề khoa học và các sự kiện khác, bao gồm một cuộc họp ở Lahore, Pakistan, vào năm 1962, mang tên "Vai trò của Khoa học trong việc Phát triển Tài nguyên Thiên nhiên với sự tham khảo cụ thể đối với Pakistan, Iran và Thổ Nhĩ Kỳ".